# Bluecoat
Bluecoat è un edificio di quasi 300 anni, situato nel centro di Liverpool. È l'edificio più antico del centro storico.

## Storia

### Liverpool Bluecoat School (1708-1906)
Nel 1708, il reverendo Robert Styth, rettore di Liverpool, e Bryan Blundell, capitano, fondarono la Bluecoat School, un istituto per l'istruzione dei ragazzi provenienti da famiglie povere. I lavori iniziarono nel 1716 e furono completati nel 1725 (vennero effettuati poi ulteriori ampliamenti e modifiche). L'identità dell'architetto è tuttora ignota. Nel 1906, dopo quasi 200 anni, la scuola si trasferì in un edificio più grande a Wavertree.

### Sandom Studios Society (1907-anni quaranta)
Nel 1907 un gruppo di artisti, alla ricerca di uno studio (dopo la distruzione del precedente), si trasferì alla Bluecoat. Da quel momento l'edificio divenne il cuore dell'attività artistica della città e vennero gettate le basi per il suo future come centro artistico. Durante la seconda guerra mondiale, l'edificio venne gravemente danneggiato durante il Merseyside blitz del 1941, e non fu restaurato fino al 1958.

### Bluecoat (anni sessanta-oggi)
Dagli anni sessanta la Bluecoat si affermò come centro della vita artistica di Liverpool. La galleria Bluecoat venne formalmente istituita nel 1968, per esporre le opere di artisti contemporanei, e ha sviluppato un programma di mostre, musica, danza, letteratura, live art e altre performance, di artisti locali e internazionali. Ha ospitato artisti come Stravinsky, Bartok, Michael Nyman e Doris Lessing.
Yōko Ono si esibì alla Bluecoat nel 1967 e in seguito nel 2008 per celebrare la riapertura dopo 3 anni di ristrutturazione.